# Улица Гибизова (Владикавказ)
Улица Гиби́зова — улица в центре Владикавказа (Северная Осетия, Россия). Находится в Иристонском муниципальном округе между улицей Максима Горького и Беляевским переулком. Улицу Гибизова пересекает переулок Станиславского.

## История
Улица названа в честь одного из создателей и руководителей революционно-демократической партии «Кермен» Дебола Гибизова.
Улица образовалась в середине XIX века и впервые была отмечена как Ильинская улица на карте «Кавказского края», которая издавалась в 60—70-е годы XIX века. Упоминается под этим же названием в Перечне улиц, площадей и переулков от 1911 и 1925 годов.
15 ноября 1933 года Ильинская улица решением Президиума Горсовета города Владикавказа была переименована в улицу Гибизова.

## Значимые здания и учреждения
Объекты культурного наследия
- д. 3 — памятник истории. Дом, в котором проживал хирург И. Г. Дзилихов[6];
- д. 10 — памятник истории. Дом, где в 1915—1922 гг. жил народник Ефим Петрович Газданов[6];
- д. 13 — памятник истории. Дом, в котором жил активный участник борьбы за установление Советской власти П. Д. Иобидзе[6];
- д. 19 — памятник истории. Дом, где в 1956—1985 гг. жил один из организаторов комсомола в Северной Осетии и Чечено-Ингушетии Гайши Харитонович Бесолов[6];
- д. 22 — памятник истории. Дом, где в 1945—1958 гг. жил Герой Советского Союза Александр Александрович Ермолаев[6];
- д. 29 — памятник истории. Дом, в котором жил писатель А. Б. Коцоев[6].

Другие объекты
- Здание проектного института «Севосгражданпроект» (в настоящее время — ОАО «Севоспроект»).